# Pseudoplatystoma fasciatum
Pseudoplatystoma fasciatum es una especie de actinopterigio siluriforme de la familia Pimelodidae. Vive en las cuencas de los ríos Surinam, Corentín y Esequibo y sus tributarios, además de Venezuela es muy común de gran tamaño.Guyana, Surinam y Guayana Francesa, en América del Sur.

## Descripción
Presentan dimorfismo sexual, siendo las hembras de mayor tamaño. Estas alcanzan la madurez sexual al llegar a los 56 cm mientras que los machos lo hacen a los 45 cm. Puede alcanzar como máximo 90 cm de longitud. Cuerpo relativamente delgado, el perfil de la cabeza de un triángulo agudo, casi plano en sentido anterior. Más ancho en las aletas pectorales, poco a poco disminuyendo la anchura hasta el pedúnculo caudal. Presenta dorso obscuro y vientre claro; barbillas maxilares muy largas, que llegan más allá de la aleta pélvica; las barbillas anteriores de la quijada son cortas, 3/4 de la longitud de la cabeza; la posterior ventral es más larga, llegando a la punta de la espina pectoral. Rayas verticales se distribuyen a lo largo de lado posterior de la aleta pectoral y pueden llegar a la región ventral del cuerpo. Presenta líneas en forma de bucles en la zona que rodea a la aleta dorsal. ucles en la zona que rodea a la aleta dorsal. Aleta adiposa con manchas pequeñas; aleta caudal con pocos puntos, por lo general 29-40. Aletas pectorales y pélvicas generalmente oscuras.
Su columna vertebral consta de un promedio de 43 vértebras, sin incluir las cinco o seis que conforman el aparato weberiano. Las siete primeras vértebras y las tres últimas son cortas. Las costillas, doce en total, están sujetadas por parapófisis situadas a los lados de las primeras doce vértebras.
Se alimenta durante la noche de otras especies de peces (loricáridos, cíclidos y carácidos), así como cangrejos limitando su alimentación al lecho de los ríos.

## Taxonomía
Descrita por Carlos Linneo en 1766 con el nombre de Silurus fasciatus, fue considerada por algunos autores como species inquirenda, pero a partir de 2007 se pudieron precisar con exactitud sus características morfológicas y distribución geográfica, diferenciádolas de las correspondientes a las otras especies del género.

### Subespecies
No se reconocen subespecies válidas; sin embargo, entre 1888 y 1889 el equipo formado por C. H. Eigenmann y R. S. Eigenmann describieron tres nuevas subespecies, ahora consideradas inválidas. Contando las subespecie nominal, estas subespecies eran:
- P. f. brevifile Eigenmann & Eigenmann, 1889
- P. f. fasciatum (Linnaeus, 1766)
- P. f. intermedium Eigenmann & Eigenmann, 1888
- P. f. nigricans Eigenmann & Eigenmann, 1889

P. f. brevifile, P. f. intermedium y P. f. nigricans se consideran actualmente como incluidas en la especie válida Pseudoplatystoma punctifer.

## Nombres comunes

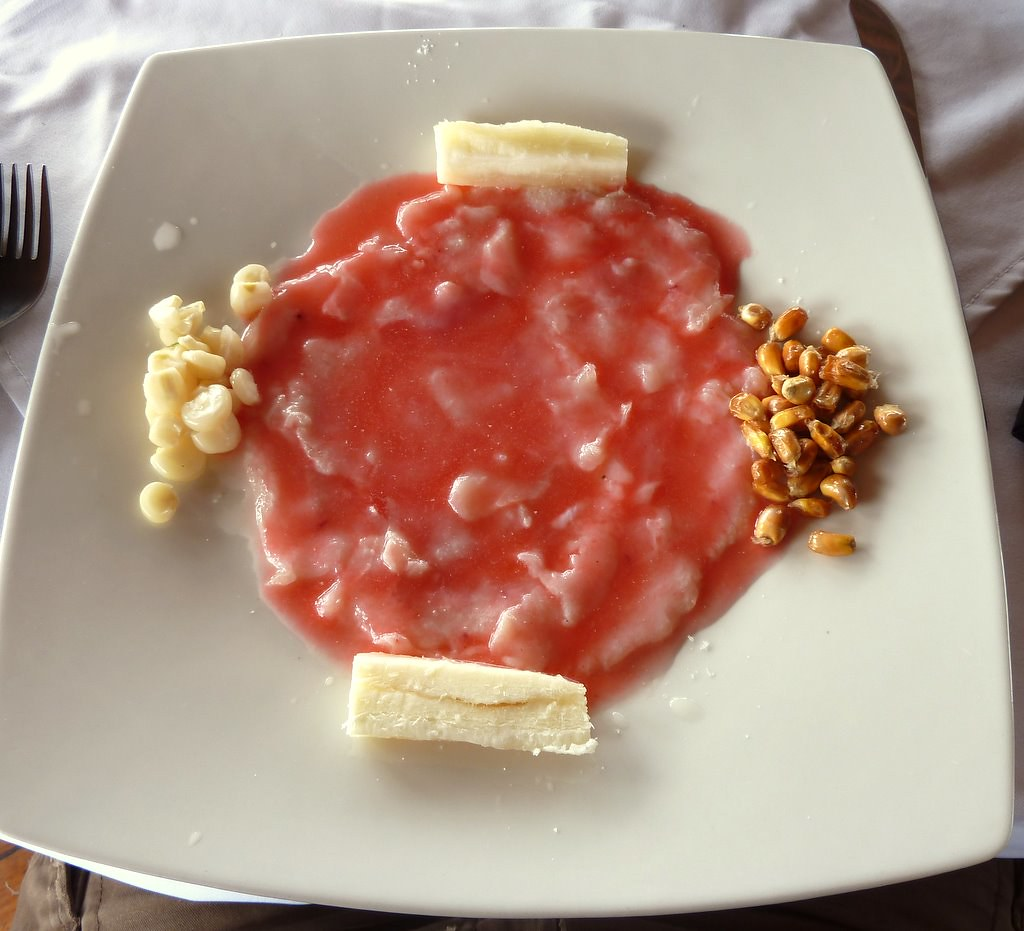
Tiradito con especies amazónicas peruanas de Iquitos, entre ellas la doncella.

De acuerdo a su distribución geográfica, Pseudoplatystoma fasciatum recibe los siguientes nombres:
| Nombre común    | País      | Idioma       |
| --------------- | --------- | ------------ |
| Spikridjaki     | Surinam   | Sranan tongo |
| Spirikati       | Surinam   | Sranan tongo |
| Barred sorubim  | Guyana    | Inglés       |
| Fraile          | Venezuela | Español      |
| Rayao           | Venezuela | Español      |
| Bagre rayado    | Ecuador   | Español      |
| Bagre rayado    | Colombia  | Español      |
| Doncella        | Perú      | Español      |
| Surubí atigrado | Uruguay   | Español      |
| Surubí atigrado | Argentina |              |
| Pintado         | Brasil    | Portugués    |
| Surubim         | Brasil    | Portugués    |